# Aigua subterrània

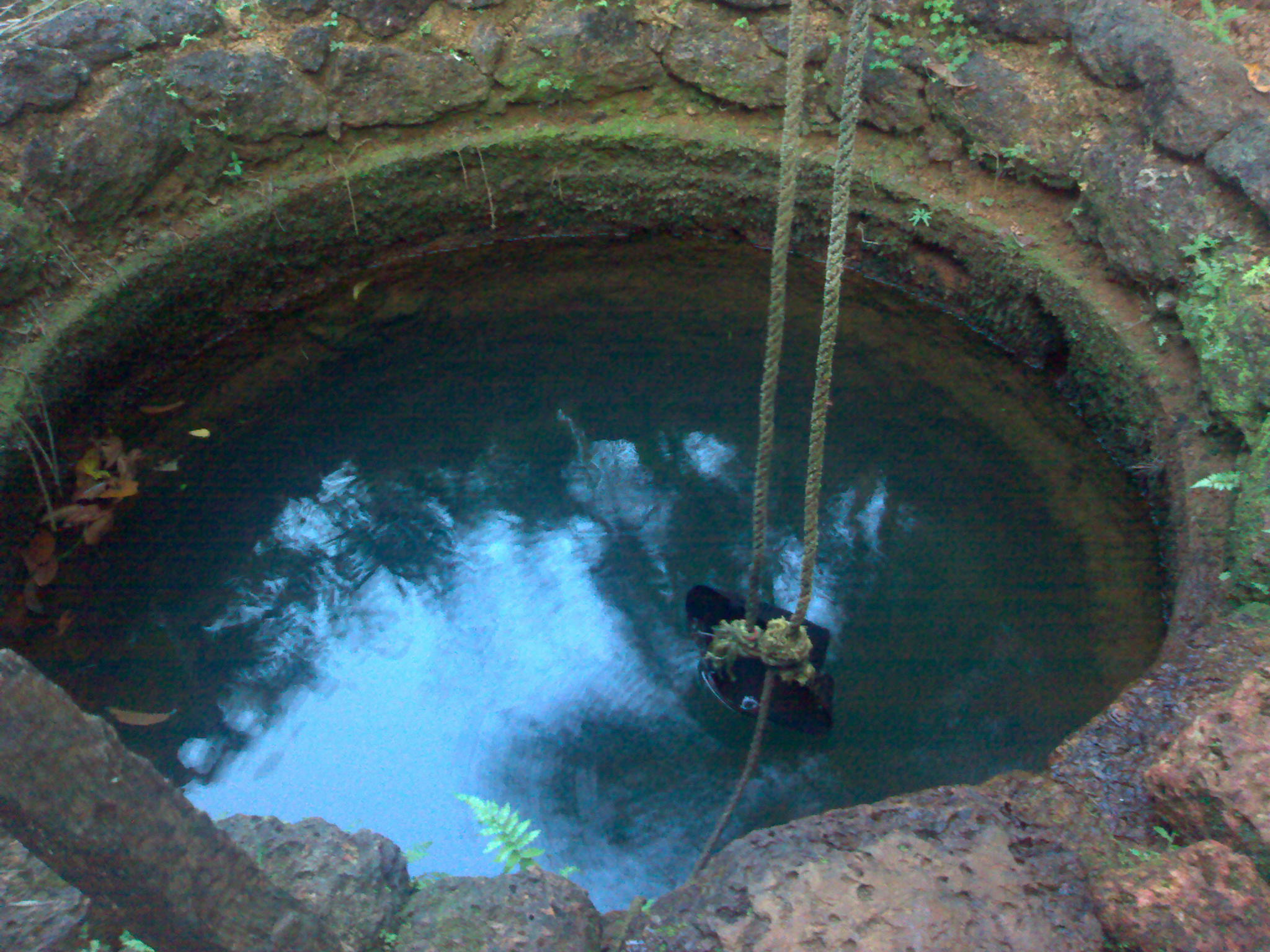
Aflorament d'aigua subterrània en un pou.

L'aigua subterrània representa una fracció important de la massa de aigua present en els continents, sota la superfície de la Terra, tant en el sòl com en el subsòl ja que, convencionalment, el terme superfície terrestre inclou cert espessor com s'assenyala en l'article respectiu, en ser un concepte tridimensional. Evidentment, si solament fos bidimensional no podríem parlar d'aigua subterrània. El volum de l'aigua subterrània és molt més important que la massa d'aigua retinguda en llacs o circulant, i encara que menor al dels majors glacials, les masses més extenses poden aconseguir un milió o més de quilòmetres quadrats (com l'Aqüífer Guaraní). L'aigua del subsòl és un recurs important i d'aquest es proveeix a una tercera part de la població mundial, però de difícil gestió, per la seva sensibilitat a la contaminació i a la sobreexplotació. L'aigua subterrània és part de la precipitació que es filtra a través del sòl fins a arribar al material rocós que està saturat d'aigua. L'aigua subterrània es mou lentament cap als nivells baixos, generalment en angles inclinats (a causa de la gravetat) i finalment arriben als rierols, els llacs i els oceans.
És una creença comuna que l'aigua subterrània plena cavitats i circula per galeries. No obstant això, no sempre és així, doncs pot trobar-se ocupant els intersticis (porus i esquerdes) del sòl, del substrat rocós o del sediment sense consolidar, els quals la contenen com una esponja. L'única excepció significativa l'ofereixen les roques solubles, com les calcàrias i els guixos, susceptibles de sofrir el procés anomenat karstificació, en el qual l'aigua excava avencs, cavernes i altres vies de circulació, el model que més s'ajusta a la creença popular.
Les masses d'aigua subterrània són un volum clarament diferenciat d'aigües subterrànies en un aqüífer o aqüífers. Un aqüífer és aquella massa de roques permeables que permet la circulació i l'acumulació de l'aigua subterrània en els seus porus o esquerdes. Les roques magatzem poden ser de materials molt variats com gravas i areniscas poroses poc cementades (antics sediments marins, de riu, platja, eòlics), llims, certs tipus d'argila, calcàries esquerdades, i fins i tot formacions volcàniques. El nivell superior de l'aigua subterrània es denomina taula d'aigua, que en el cas d'un aqüífer lliure correspon al nivell freàtic.
És a dir, l'aqüífer és una o més capes subterrànies de roca o d'altres estrats geològics que tenen la suficient porositat i permeabilitat per permetre ja sigui un flux significatiu d'aigües subterrànies o l'extracció de
quantitats significatives d'aigües subterrànies.

## Usos

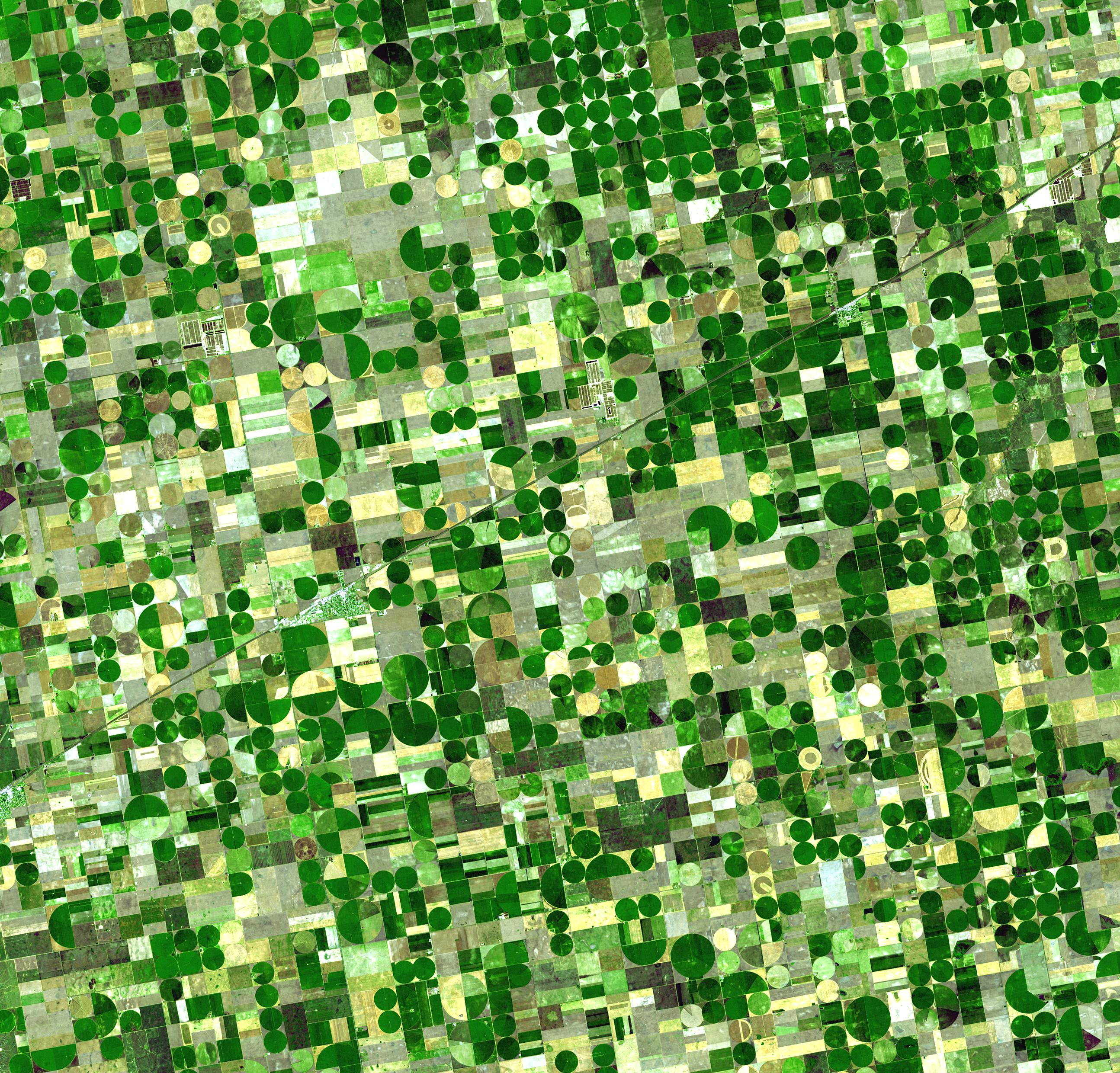
Camps de pivots centrals regats a Kansas que abasta centenars de quilòmetres quadrats regats per l'Aqüífer Ogallala

La majoria de zones terrestres de la Terra tenen alguna forma d’aqüífer subjacent, de vegades a profunditats significatives. En alguns casos, aquests aqüífers s'estan esgotant ràpidament per la població humana.
De tots els recursos naturals, les aigües subterrànies són el recurs més extret del món. A partir del 2010, els cinc països principals per volum d’extracció d’aigües subterrànies eren l’Índia, la Xina, els EUA, el Pakistan i l’Iran. La majoria de les aigües subterrànies extretes, el 70%, s'utilitzen amb finalitats agrícoles. Les aigües subterrànies són la font d’aigua dolça amb més accés a tot el món, inclosa l'aigua per beure, el regadiu, i la fabricació. Les aigües subterrànies representen aproximadament la meitat de l'aigua potable del món, el 40% de l'aigua de reg i un terç de l'aigua amb finalitats industrials.
Els aqüífers d'aigua dolça, especialment aquells amb una recàrrega limitada per la neu o la pluja, també coneguts com a aigua meteòrica, es pot sobreexplotar i depèn de la hidrogeologia local, pot aspirar aigua no potable o intrusió d’aigua salada d’aqüífers connectats hidràulicament o de masses d’aigua superficials Això pot ser un greu problema, especialment a les zones costaneres i altres zones on el bombament dels aqüífers és excessiu. En algunes zones, les aigües subterrànies poden convertir-se en contaminades per arsènic i altres verins minerals.
Els aqüífers tenen una importància crítica en l’habitatge humà i l’agricultura. Els aqüífers profunds de les zones àrides han estat durant molt de temps fonts d’aigua per al reg. Molts pobles i fins i tot grans ciutats treuen el subministrament d’aigua dels pous dels aqüífers.
El subministrament d’aigua municipal, de reg i industrial s'ofereix a través de grans pous. Els pous múltiples per a una font de subministrament d'aigua es denominen "camps de pous", que poden retirar l'aigua dels aqüífers confinats o no confinats. L’ús d’aigües subterrànies d’aqüífers profunds i confinats proporciona més protecció contra la contaminació de les aigües superficials. Alguns pous, anomenats "pous col·lectors", estan específicament dissenyats per induir la infiltració d'aigües superficials (normalment de riu).
Els aqüífers que proporcionen aigües subterrànies dolces sostenibles a les zones urbanes i per al reg agrícola solen estar a prop de la superfície del sòl (a un parell de centenars de metres) i es recarreguen amb aigua dolça. Aquesta recàrrega prové típicament de rius o aigua meteòrica (precipitació) que es filtra a l'aqüífer a través de materials insaturats superiors.
De tant en tant, sedimentàriament o a través dels aqüífers "fòssils" s'utilitzen per proporcionar reg i aigua potable a les zones urbanes. A Líbia, per exemple, el projecte Gran Riu Artificial de Muammar Gaddafi ha bombat grans quantitats d’aigua subterrània des d’aqüífers sota el Sàhara fins a zones poblades properes a la costa. Tot i que això ha estalviat diners a Líbia amb l’alternativa, la dessalinització, és probable que els aqüífers s'assequin en 60 a 100 anys. L'esgotament dels aqüífers s'ha citat com una de les causes de la pujada dels preus dels aliments el 2011.

## Contaminació de l'aigua subterrània
L'aigua subterrània tendeix a ser dolça i potable, doncs la circulació subterrània tendeix a depurar l'aigua de partícules i microorganismes contaminants. No obstant això, en ocasions aquests arriben a l'aqüífer per l'activitat humana, com la construcció de fosses sèptiques o l'agricultura. D'altra banda la contaminació pot deure's a factors naturals, si els aqüífers són massa rics en sals dissoltes o per l'erosió natural de certes formacions rocoses.
La contaminació de l'aigua subterrània pot romandre per llargs períodes. Això es deu a la baixa taxa de renovació i llarg temps de residència, ja que a l'aigua subterrània no se li pot aplicar fàcilment processos artificials de depuració com els que es poden aplicar als dipòsits superficials, pel seu difícil accés. En cas de zones locals de contaminació es poden realitzar remediació d'aqüífers mitjançant la tècnica de bombament i tractament, que consisteix a extreure aigua de l'aqüífer, tractar-la químicament, i injectar-la de tornada a l'aqüífer.
Entre les causes antropogèniques (originades pels éssers humans), degudes a la contaminació estan la infiltració de nitrats i uns altres adobs químics molt solubles usats en l'agricultura. Aquests solen ser una causa greu de contaminació dels subministraments en planes d'elevada productivitat agrícola i densa població. Altres fonts de contaminants són les descàrregues de fàbriques, el mal maneig de residus sòlids urbans, els productes agrícoles i els químics utilitzats per les persones en les seves llars i patis. Els contaminants també poden provenir de tancs d'emmagatzematge d'aigua, pous sèptics, llocs amb desaprofitaments perillosos i abocadors. Actualment, els contaminants de l'aigua subterrània que més preocupen (?) són els compostos orgànics industrials, com dissolvents, pesticides, pintures, vernissos, o els combustibles com la gasolina.
Quant als abonaments químics minerals, els nitrats són els que generen major preocupació. Aquests s'originen de diferents fonts: l'aplicació de fertilitzants, els pous sèptics que no estan funcionant bé, les llacunes de retenció de desaprofitaments sòlids no impermeabilitzades per sota i la infiltració d'aigües residuals o tractades. L'enverinament amb nitrat és perillós en els nens. En alts nivells poden limitar la capacitat de la sang per transportar oxigen, causant asfíxia en bebès. En el tub digestiu el nitrat es redueix produint nitrits, que són cancerígenos.
L'aigua subterrània en àrees costaneres pot contaminar-se per intrusions de aigua de mar (Intrusió salina) quan la taxa d'extracció és molt alta. Això provoca que l'aigua del mar penetri en els aqüífers d'aigua dolça. Aquest problema pot ser tractat amb canvis en la ubicació dels pous o excavant uns altres que mantinguin l'aigua salada lluny de l'aqüífer d'aigua dolça. En tot cas, mentre l'extracció superi a la recarrega per aigua dolça, la contaminació amb aigua salada segueix sent una possibilitat.
Un exemple de la contaminació d'aigües subterrànies, és el que es presenta a la baixa vall del Ganges. Allí es dona un cas greu de contaminació per arsènic que està causant la intoxicació crònica a desenes de milions de persones, irremeiable fins ara. La causa d'aquesta contaminació, és la combinació d'un factor antropogènic, la contaminació orgànica lligada a la intensificació del regadiu i d'un factor natural. Una cepa bacterina del sòl allibera l'arsènic que abans romania retingut en la roca a causa de les noves condicions.
Les zones de recarrega d'aqüífers són particularment delicades des del punt de vista de la contaminació hídrica, ja que les substàncies contaminants una vegada que entren en els aqüífers romanen allí durant períodes molt llargs. Particularment algunes activitats humanes porten implícits determinats perills de contaminació. La taula següent esmenta algunes activitats perilloses desenvolupades en zones de recarrega.
Mapes de risc de contaminació per fluorurs en aigües subterrànies
Al voltant d'un terç de la població mundial obté aigua potable de les reserves d'aigua subterrània. S'estima que al voltant d'un 10 per cent de la població mundial -entorn de 300 milions de persones- es proveeixen d'aigua de reservoris subterranis contaminats amb arsènic i fluorur. La contaminació per aquests oligoelements és en general d'origen natural i es produeix per l'alliberament al mitjà aquós de contaminants per mitjà de mecanismes d'alteració i/o desorció dels minerals continguts tant en roques com en sediments.
L'any 2008, l'Institut Suís d'Investigació de l'Aigua (Eawag) va presentar un nou mètode que permet establir mapes de risc per a substàncies tòxiques d'origen geològic en les aigües subterrànies.
El principal avantatge d'aquesta aproximació, és que permet establir, per a cada zona d'extracció, la probabilitat que l'aigua estigui o no contaminada, la qual cosa facilita els treballs de mostreig i la identificació de noves àrees potencialment contaminades.
L'any 2016 aquest grup d'investigadors ha posat a disposició pública els coneixements adquirits per mitjà de la plataforma Groundwater Assessment Platform GAP (www.gapmaps.org). Aquesta plataforma permet a experts de tot el món, utilitzar i visualitzar dades analítiques pròpies, a tal d'elaborar mapes de risc per a una determinada zona d'interès. La plataforma GAP funciona al mateix temps com un fòrum de discussió per a l'intercanvi de coneixements, amb la finalitat de continuar desenvolupant i perfeccionant els mètodes per a l'eliminació de substàncies nocives de les aigües destinades al consum humà.
| Font de contaminació                       | Tipus de contaminant                                                                                   |
| ------------------------------------------ | --- |
| Activitat agrícola                         | Nitrats; amoníac; pesticides; microorganismes fecals                                                   |
| Sanejament in situ                         | Nitrats; microorganismes fecals; traces de hidrocarburs sintètics                                      |
| Gasolineres i Tallers automotrius          | Benzè; uns altres hidrocarburs aromàtics; fenolés; alguns hidrocarburs halogenats                      |
| Dipòsit final de residus sòlids            | Amoni; salinitat; alguns hidrocarburs halogenats; metalls pesants                                      |
| Indústries metal·lúrgiques                 | Tricloroetilè; tetracloroetilè; altres hidrocarburs halogenats; metalls pesants; fenols; cianur        |
| Tallers de pintura i esmalts               | Alcalobencens; tetracloroetilè; altres hidrocarburs halogenats; metalls; alguns hidrocarburs aromàtics |
| Indústria de la fusta                      | Pentaclorofenol; alguns hidrocarburs aromàtics                                                         |
| Tintoreries                                | Tricloroetilè; tetracloroetilè                                                                         |
| Manufactura de pesticides                  | alguns hidrocarburs halogenats; fenols; arsènic; metalls pesants                                       |
| Dipòsit final de llots residuals domèstics | Nitrats; plom; zinc; diversos hidrocarburs halogenats                                                  |
| Curtiembres                                | Crom; salinitat; alguns hidrocarburs halogenats; fenols;                                               |
| Explotació i extracció de petroli/gas      | Salinitat (clorur de sodi); hidrocarburs aromàtics                                                     |
| Mines de carbó i de metalls                | Acidesa; diversos metalls pesants; ferro; sulfats                                                      |